# Luka Lenič
Luka Lenič (* 13. Mai 1988 in Ljubljana) ist ein slowenischer Schachspieler.

## Leben

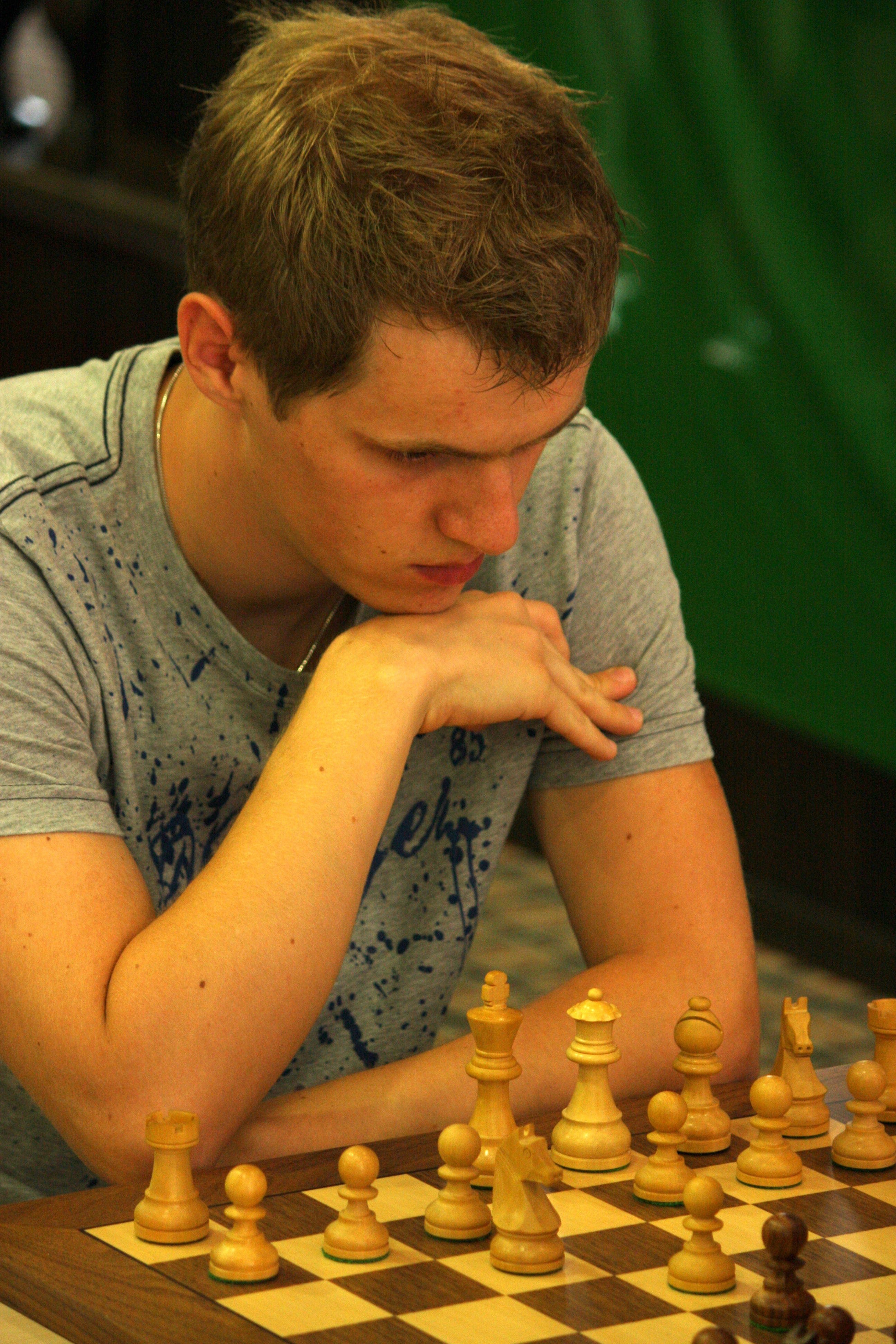
Luka Lenič, 2009

Luka Lenič lernte Schachspielen im Alter von sieben Jahren. Er besuchte für drei Jahre ein slowenisches Schachgymnasium mit dem Abschluss cum laude. Dort wurde er vom Internationalen Meister Matjaž Mikac trainiert. Danach war IM Zlatko Bašagić sein Trainer. Er besucht die Schachhochschule von IM Iztok Jelen. Gesponsert wird er von der slowenischen Mobitel.
Vereinsschach spielte er in Slowenien früher für SD Vele Domžale, inzwischen ist er beim ŽŠK Maribor. In Kroatien spielt er für den ŠK Liburnija Rijeka, den kroatischen Mannschaftsmeister 2012. In Österreich spielt er für den Kärntner Verein Sv Raika Rapid Feffernitz, mit dem er 2011 Meister in der 2. Bundesliga Mitte wurde und seitdem in der ersten Bundesliga spielt; dort gewann er in den Saisons 2016/17 und 2018/19 am Spitzenbrett die österreichische Mannschaftsmeisterschaft. Am ersten Brett erspielte hatte er schon in der Aufstiegssaison 9 Punkte aus 11 Partien erzielt mit einer Elo-Performance von 2729. In Ungarn ist er für den Aquaprofit Chess Club Nagykanisza aktiv, mit dem er in den Saisons 2006/07, 2008/09, 2009/10, 2010/11, 2011/12, 2012/13, 2013/14, 2014/15, 2015/16, 2016/17, 2017/18, 2018/19 und 2019/20 die ungarische Mannschaftsmeisterschaft gewann und am European Club Cup 2007 in Kemer teilnahm, in Griechenland für Ikaria und in Italien für SS Triestina. Auch für einen türkischen Verein hat er schon gespielt. In Deutschland spielt er seit der Saison 2011/12 für den SV 1930 Hockenheim in der höchsten deutschen Spielklasse, der Schachbundesliga.

## Erfolge

### National
Bei slowenischen Einzelmeisterschaften gewann er 1998 in Rogaška Slatina die U10-, 1999 in Rogaška Slatina und 2000 in Celje die U12-, 2001 in Rogaška Slatina und 2002 in Maribor die U14-, 2002 in Ankaran und 2003 in Novo mesto die U15-, 2003 in Maribor, 2004 in Celje und 2005 in Šentjur die U16-, 2006 in Murska Sobota die U18- und 2005 in Slovenj Gradec die U20-Meisterschaft.
2008 gewann er zum ersten Mal die slowenische Einzelmeisterschaft, die in diesem Jahr Ljubljana ausgetragen wurde. Seinen Titel konnte er 2009 in Otočec, 2010 in Ljubljana und 2013 in Šentjur pri Celju verteidigen.

### International
Im November 2002 wurde er in Iraklio U12-Weltmeister. Bei der U16-Europameisterschaft im August 2004 in Ürgüp wurde er hinter Rauf Məmmədov Zweiter, bei der U16-Weltmeisterschaft im November 2004 in Iraklio wurde er Dritter.
Beim dritten Platz der slowenischen U18-Nationalmannschaft 2004 in Belgrad erhielt er eine individuelle Goldmedaille für sein Ergebnis von 5 Punkten aus 6 Partien am dritten Brett. Er nahm an sechs Schacholympiaden teil (2002 für die zweite Mannschaft Sloweniens, 2006, 2008, 2010, 2012 und 2014 für die erste Mannschaft) sowie sechs Mannschaftseuropameisterschaften (2005, 2007, 2009, 2011, 2013 und 2015). Bei seinen sechs Mitropa-Cup-Teilnahmen (2003, 2004, 2008, 2009, 2010 und 2012) erreichte die slowenische Nationalmannschaft 2003 sowie 2004 den dritten und 2012 den zweiten Platz.

### Titel und Rating
Seit November 2007 trägt er den Titel Schachgroßmeister. Die Normen hierfür erreichte er im Juli 2005 beim 16. Milan-Vidmar-Memorial in Portorož, in der 2. österreichischen Bundesliga Mitte 2005/2006 und bei der kroatischen Mannschaftsmeisterschaft im Oktober 2007. Den FM-Titel hatte er 2002 erhalten, den IM-Titel 2004. Im Februar 2015 führt er die slowenische Elo-Rangliste an.